# Coena Cypriani
A Coena Cypriani (Cyprianus lakomája) feltehetően a 2. században, más forrás szerint a 4. század körül keletkezett ókeresztény költemények összefoglaló neve. Szerzőjük egy galliai presbiter lehetett. 
A mű allegorikus Biblia-paródia, egy számos bibliai szereplő részvételével rendezett vacsora eseményeit írja le.
A kéziratokban Tertullianus és Cyprianus neve alatt maradt fenn két költemény, az egyik Szodomáról, a másik Jónás prófétáról szól. Mindkettő hexameterekben íródott, szerzőjük a természet színpompáját jelentősen kiemeli a művekben.